# Ceremonijalna magija
Ceremonijalna magija ili ritualna magija, poznata još i kao visoka magija, za razliku od nižeg stupnja magije koja se bavi vradžbinama i proricanjem, je vrsta magija koja se u svojim magičnim postupcima služi složenim i detaljno razrađenim ritualima, simbolima i znanjima s područja astrologije, kabale, magije, anđeologije, demonologije i drugih okultnih znanja i vještina, a također uključuje i druga napredna znanja poput astronomije i znanja hebrejskog i latinskog jezika.
Ova vrsta magija veliku važnost pridaje vanjskim sredstvima, poput dekora, predmeta i obreda i vidljivim učincima. Najvažniji priručnici ceremonijalne ili obredne magije su Magus Francisa Barretta (1. pol. 19. st.) i Dogma i ritual visoke magije Eliphasa Levija (1810. – 1875.).
U središtu ceremonijalne magije su umijeća evokacije i invokacije te kontrole prizvanih božanskih entiteta ili demona. Takvi obredi opisani su u starijim grimorijima koji donose detaljne upute magijskih operacija i alata koji se koriste u tim operacijama. Svrha ceremonijalne magije je pokušaj dobivanja moći od Boga radi uspješne kontrole zloduha. Zaziv milosti Božjoj potrebnoj za obavljanje magijskih obreda primjenjivao se i prilikom prakticiranja crne magije.